# Harem imperiale ottomano

Ritratto di Cariye, una concubina del sultano ottomano.

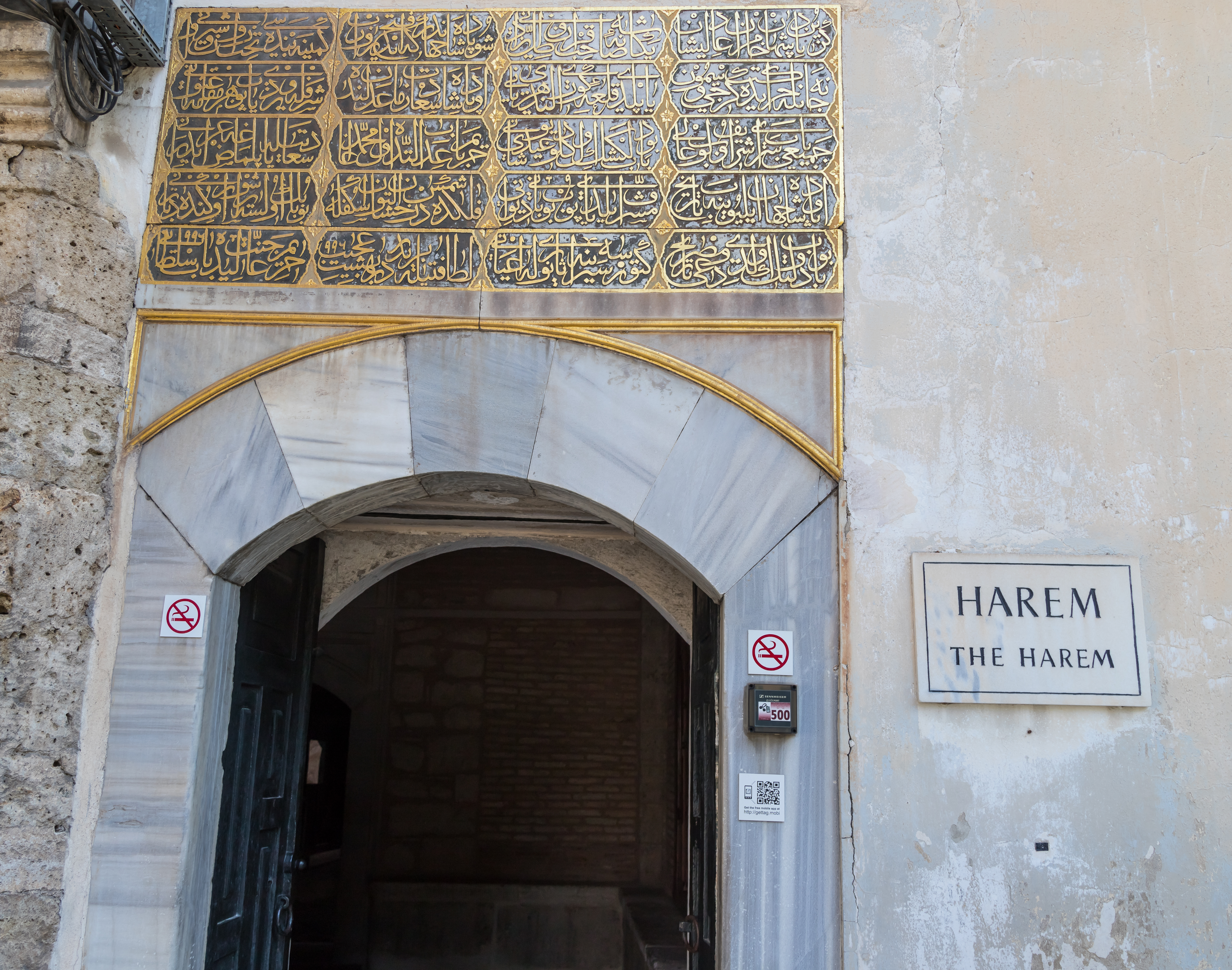
Ingresso harem topkapi

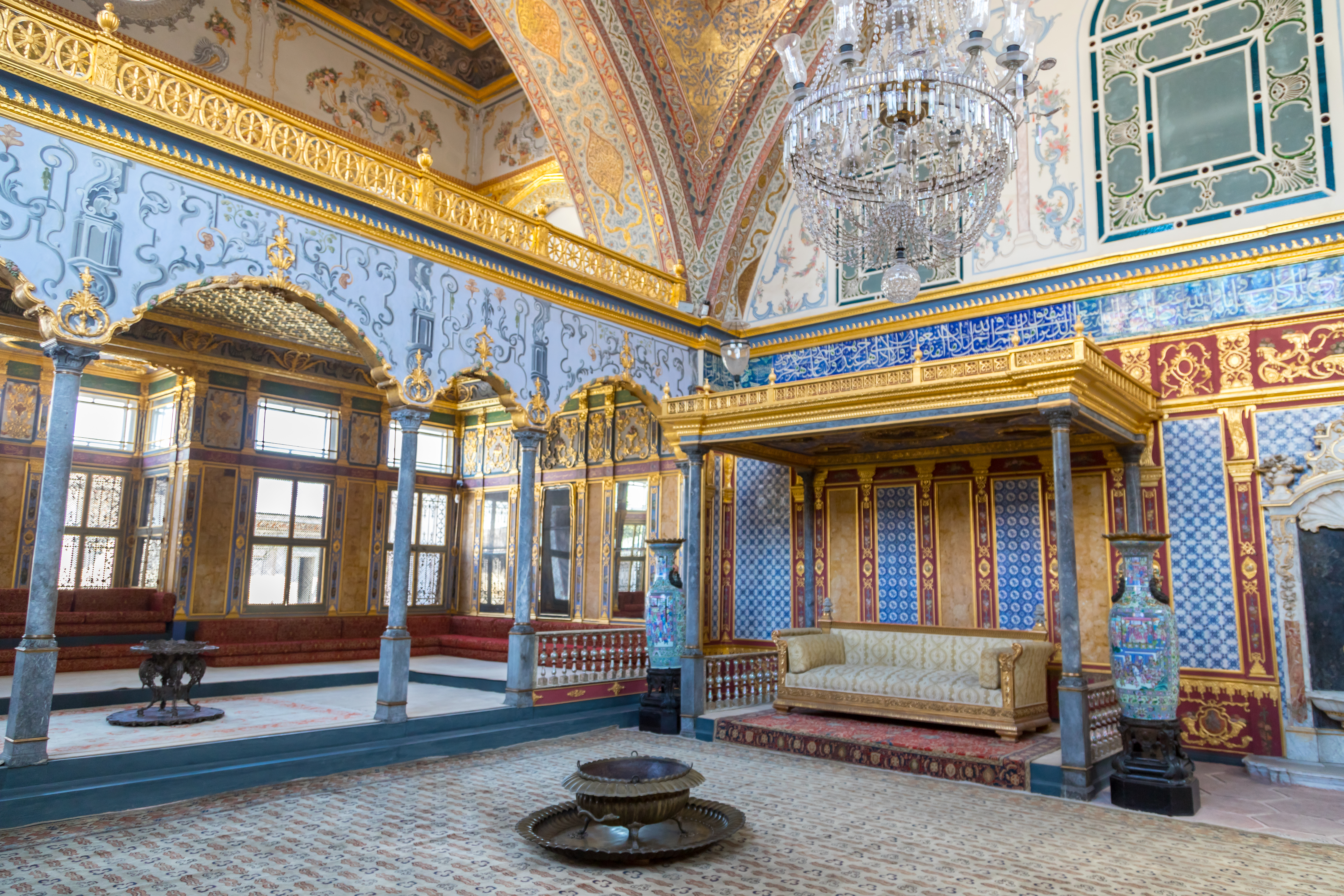
grande sala harem topkapi

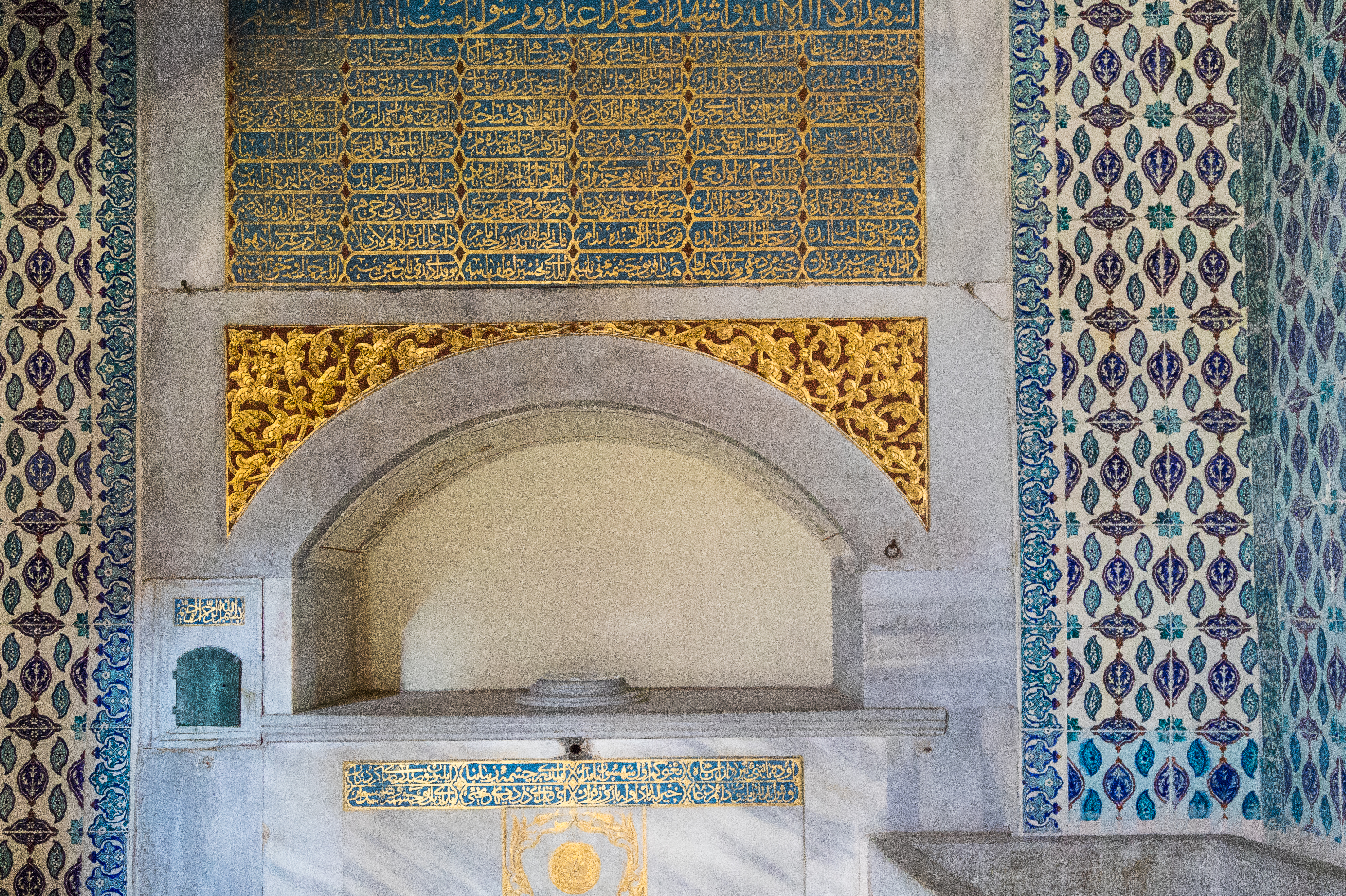
particolare harem topkapi

Per Harem imperiale ottomano (lingua turca ottomana  حرم همايون, Harem-i Hümâyûn) s'intende l'harem del sultano ottomano, ubicato all'interno della residenza imperiale turca di Istanbul, il Palazzo di Topkapı, composto dalle sue concubine/mogli, dai suoi eunuchi e da tutti i suoi parenti di sesso femminile. Si trattava di una vera e propria istituzione che giocò un ruolo principe nella corte dell'impero ottomano, specialmente durante il periodo noto come Sultanato delle donne. Questo microcosmo era retto da due principali autorità: la Valide Sultan, madre del sultano e quindi sovrana di tutte le donne dell'harem (tutte, compresa la Valide, delle schiave), ed il Kizlar Agha, il capo degli eunuchi nilotici impiegati nell'harem.

## Premessa etimologica
Il termine harem (in arabo حريم‎?, harīm, o haramlik, lett. "luogo inviolabile" o "proibito") indica il gineceo: il "luogo riservato" destinato alla vita privata delle donne nel mondo islamico.

## L'harem nella vita sociopolitica dell'Impero ottomano
Il ricorso da parte dei turchi in generale e degli ottomani in particolare agli harem si dovette all'influenza culturale esercitata sulle allora barbare tribù turche sia dai bizantini (con i quali i turcomanni entrarono in contatto sin dal regno del basileus Giustiniano I) sia dal califfato. 
L'harem era stato istituzionalizzato nel XV secolo dal sultano Maometto II.
Furono poi i turchi ottomani in particolare a sviluppare una propensione per il gineceo di concubine di origine servile, facendo della schiavitù sessuale uno degli elementi cardine della loro società (v. schiavitù nell'Impero ottomano) e del loro sovrano, il sultano ottomano, l'oggetto dei motteggi degli altri potentati musulmani che lo definivano con spregio "il figlio della schiava". Questo costume si affermò però solo dopo la conquista di Costantinopoli (1453): Maometto il Conquistatore era infatti figlio di Hüma Hatun, quarta moglie del sultano Murad II, l'unica di origine servile - le precedenti erano tutte rampolle di altre dinastie turche regnanti in Anatolia sposate in matrimoni dinastici. Fondamentale in questo senso fu la figura del sultano Solimano il Magnifico che elevò la sua schiava Roxelana al rango di vera e propria imperatrice, dando così avvio al c.d. Sultanato delle donne (tu. Kadınlar Sultanati) che traghettò il dominio osmanide nel "Periodo delle Trasformazioni". Fu dunque in questo contesto ed in questo periodo (XVII secolo) che l'harem iniziò a giocare un ruolo fondamentale nella gestione del potere politico costantinopolitano, quando l'Impero cessò di essere un semplice dominio dinastico divenendo una complessa compagine statale contesa tra opposti schieramenti: le forze dell'armata servile sultanale, il Kapıkulu, spesso in lotta tra loro; le forze armate al comando dei vari potentati locali; il clero al comando del Sheikh ul-Islam; e l'harem stesso.
Nel 1909, dopo la rivoluzione dei Giovani Turchi e con la nuova costituzione dell'impero ottomano, si chiude l'harem.

## La vita quotidiana nell'harem imperiale ottomano

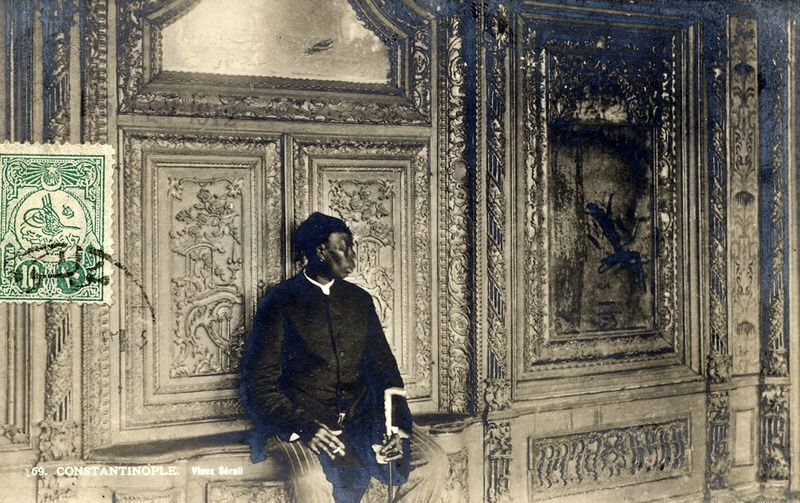
Il Kizlar Agha ("Capo degli Eunuchi Neri") in carica fino al 1908 - fotografia del 1912.

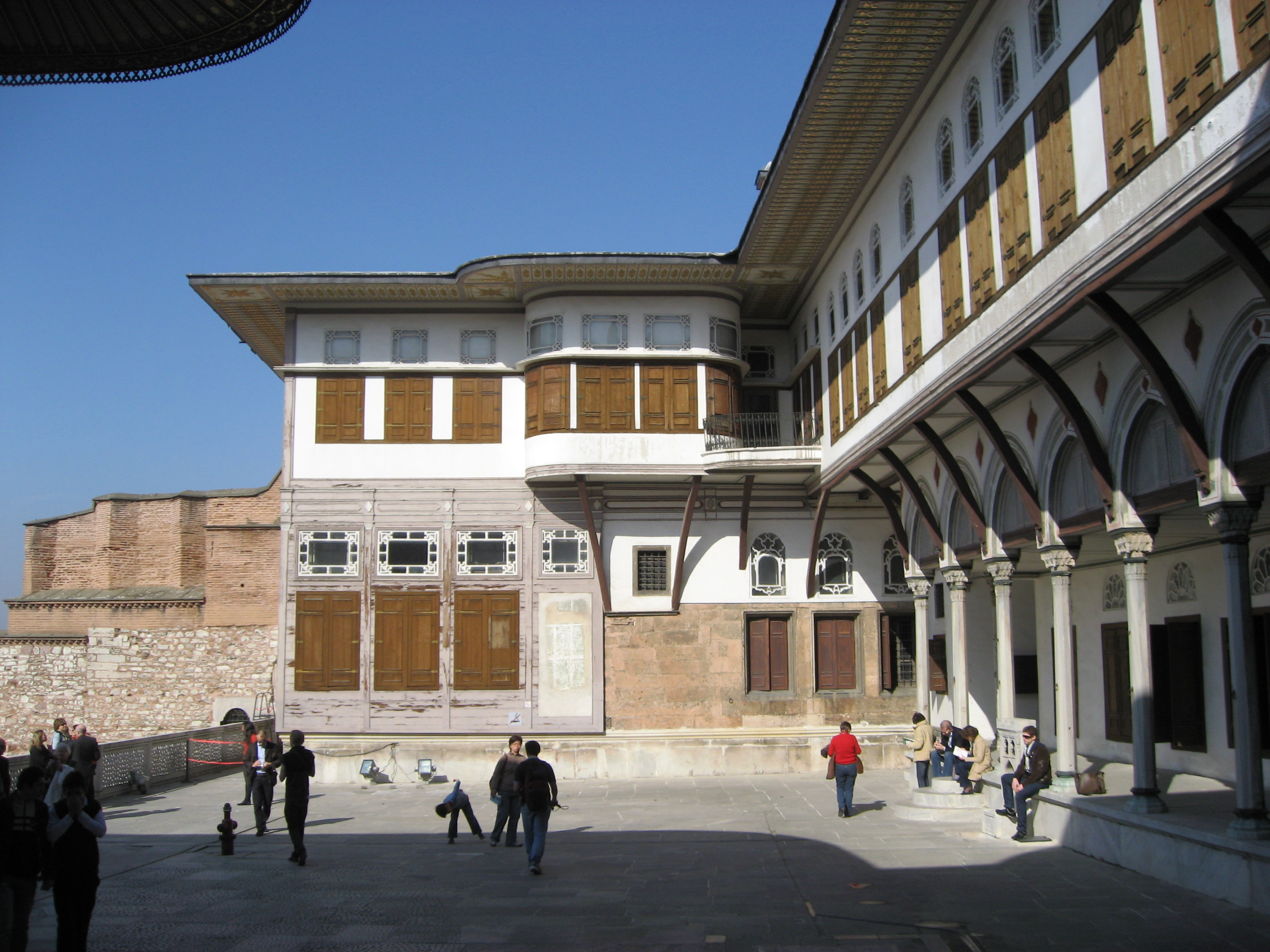
Il "Cortile delle Favorite" nell'harem del Palazzo di Topkapı d'Istanbul.

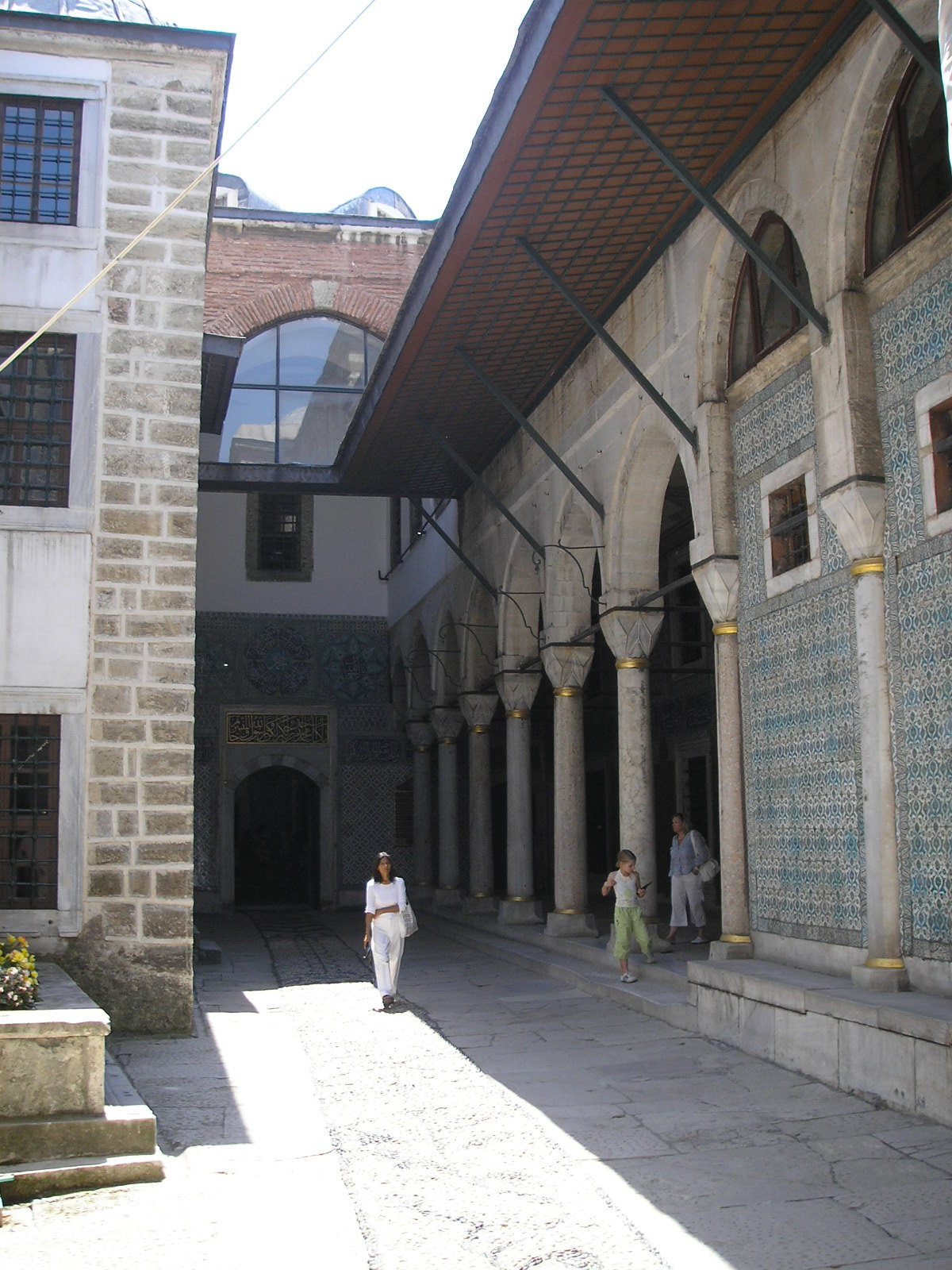
Il "Cortile degli Eunuchi" nell'harem del Topkapı.

L'harem occupava una delle sezioni più ampie della residenza imperiale osmanide, il Palazzo di Topkapı: nell'insieme, si parla di oltre 400 stanze più gli annessi cortili. Quando la residenza del sultano venne spostata nel Palazzo Dolmabahçe (post-1853), l'harem lo seguì, andando ad occupare uno spazio egualmente vasto nel nuovo sito.
L'harem ottomano non fungeva solo da gineceo delle concubine del sultano. Esso comprendeva infatti anche donne della sua famiglia, con le quali l'autocrate non aveva relazioni carnali, che all'interno dell'harem ricevevano un'educazione d'alto livello per essere poi date in spose a potentati ottomani e non. Le stesse concubine potevano godere di siffatta educazione (in pratica non dissimile da quella che, in altri comparti del Gran Serraglio, veniva impartita ai paggi non-combattenti del Kapıkulu) per poter poi ambire al ruolo di dame di compagnia della Valide Sultan.

### La Valide Sultan
Nel momento in cui un nuovo sultano saliva il trono, la di lui madre assumeva il titolo di "Valide Sultan", assumendo un ruolo di indiscusso potere all'interno dell'harem, sia sugli schiavi (concubine ed eunuchi) sia sui membri della dinastia: durante il Sultanato delle Donne, in particolare, la Valide funse spesso da arbitro nelle contese famigliari e politiche coinvolgenti il sultano stesso, la sua haseki ed i suoi figli. Nel corso del XVII secolo non mancarono poi i casi in cui la Valide funse da vero e proprio reggente del trono per conto di un sultano ancora troppo giovane per governare in autonomia.
Nel 1868, l'imperatrice consorte dei Francesi Eugenia de Montijo visitò l'harem accompagnata dal sultano Abdul Aziz che la presentò a sua madre, Pertevniyal Sultan la quale, oltraggiata per la presenza di un'imperatrice forestiera nel suo dominio, la schiaffeggiò, provocando un vero e proprio incidente internazionale. Dopo il fattaccio, le concubine imperiale iniziarono comunque a vestire secondo la moda occidentale loro mostrata da Eugenia.

### Le concubine
Per la perpetuazione e il servizio della dinastia ottomana, ragazze belle e intelligenti venivano tradotte in schiavitù, tramite la guerra o tramite vere e proprie campagne di reclutamento presso le classi meno abbienti dell'Impero o i Paesi confinanti con lo stesso, per divenire dame di palazzo (tr. Cariye). Il termine "Odalisca", derivato dalla parola di lingua turca "oda", "camera", identificava un'attendente di camera, non obbligatoriamente una concubina seppur nell'uso linguistico occidentale le due parole divennero sinonimi.
Una volta a palazzo, le fanciulle subivano un rigido addestramento divenendo, in accordo alle loro capacità, kalfa o usta.

Le fanciulle oggetto delle attenzioni sessuali del sultano progredivano nella scala gerarchica divenendo parte della famiglia allargata dell'osmanide con il rango di Gözde ("Favorita"), Ikbal ("Fortunata") e Kadın ("Moglie"). Le Kadın erano solitamente quattro mentre il numero delle Ikbal e Gözde era imprecisato. Su tutte regnava la Valide Sultan, la concubina che aveva partorito il sultano regnante, in assoluto dispotismo: la Valide vagliava tutte le giovani schiave destinate all'harem e approvava/vietata l'uscita dall'harem delle dame ivi presenti. L'autorità della Valide si estendeva anche a materie di giustizia capitale.

Tra il XVI ed il XVII secolo era in uso anche il titolo di Haseki per indicare la favorita di rango più alto, in pratica la vera e propria consorte del sultano che spesso contendeva il potere alla Valide e, in caso di vacanza della stessa, ne assumeva il titolo: tale fu il caso per l'appunto di Roxelane e di Kösem Sultan.
Le dame di corte risiedevano in sale comuni, limitrofe agli appartamenti sultanali, o in camerette private.

### Gli eunuchi
Il personale di servizio dell'harem, al Topkapı, era interamente composto da schiavi eunuchi nilotici in accordo ad un costume in voga presso gli ottomani dai tempi di Mehmet I. L'educazione degli eunuchi avveniva presso la Corte e prevedeva diverse fasi di addestramento. L'insieme degli eunuchi dell'harem era comandato dal "Capo degli Eunuchi Neri", meglio noto come "Maestro delle Fanciulle" (tu. Kızlar Ağası) che in ragione della sua promiscuità con la famiglia del sultano divenne, tra XVII e XVIII secolo, una figura politica di spicco nell'ambiente costantinopolitano: l'influenza presso il sultano del capo eunuco era seconda solo a quella del Gran Visir e gli era riconosciuto un alto grado militare (poteva ostentare un'insegna con tre tugh, come un Pascià) in quanto comandante della guardia degli alabardieri di palazzo (i baltacı). Anche per il Kızlar Ağası come per la Valide Sultan, figura con la quale il capo-eunuco era chiamato alla più stretta collaborazione, il momento di svolta fu segnato dal Sultanato delle Donne, a partire dal quale gli eunuchi ed il loro capo divennero una delle fazioni in lotta per il controllo su sultani deboli, giovani o inetti.
La burocrazia imperiale e la scuola palatina ottomana, al Topkapı, erano invece nelle mani del "Capo degli Eunuchi Bianchi", il Kapı Ağası, custode del Cancello della Felicità e dell'intero Enderûn, la parte più interna del complesso palaziale osmanide. Il Kapı Ağası ed i suoi eunuchi bianchi (tra i 300 ed i 900) era stato originariamente l'unico confidente del sultano ma nel 1591 Murad III istituì la figura del Kızlar Ağası, creando la divisione tra eunuchi bianchi ed eunuchi neri, per liberarsi dell'eccessiva influenza che il Kapı Ağası aveva raggiunto.

## La "Gabbia Dorata"
L'harem ottomano è stato anche definito "Gabbia Dorata" dagli occidentali in ragione dell'usanza osmanide di rinchiudere in uno stabile annesso al gineceo, il c.d. kafes (lett. "gabbia"), i principi ereditari (solitamente i fratelli e/o i cugini) nell'attesa della dipartita del sultano regnante. La pratica maturò a seguito delle riforme del sultano Ahmed I (morto 1617) che abolì la consuetudine d'inviare i principi osmanidi nelle province affinché imparassero a governare (il c.d. sancağa çıkma) ritenendola foriera di sempre più frequenti ribellioni e guerre-civili.